# ニッパンレンタル
株式会社ニッパンレンタルは、群馬県前橋市に本社を置く建設機械などのレンタルを行っている企業である。

## 沿革
- 1979年7月 - 創業。
- 1979年9月 - 設立。
- 1996年7月 - 現在の社名に変更。
- 1997年4月 - 株式を店頭公開（現在のJASDAQ）。
- 2003年12月 - シーティーエスと業務提携。
- 2021年
  - 4月23日 - 株式会社赤城による株式公開買付けが成立[1]。
  - 7月28日 - JASDAQ上場廃止。
  - 7月30日 - 株式併合により、株主が赤城と高柳キャピタルのみとなる[2]。